# 八田與一：嘉南大圳之父
《八田與一：嘉南大圳之父》，是以土木工程師八田與一興建嘉南大圳及烏山頭水庫的過程為背景所製作的日本動畫電影。由石黑昇執導、田部俊行編劇，2009年5月8日在日本上映；11月13日在臺灣上映。

## 劇情
1917年，臺灣西南部的嘉南平原是一片不毛之地。生於農村的徐添文某天幫父親挑水時與日本男孩辻進一發生衝突，兩人相約隔天單挑。幾天後進一和父親謙吉去臺灣總督府，正好聽見八田與一在辦公室講述自己的灌溉計畫，但大家都覺得他在吹牛。在營林署上班的謙吉也認為這計畫行不通，八田提出「三年輪作法」讓嘉南地區農民都能公平享用水資源，謙吉因此對他產生敬佩。三年後進一告訴阿文自己想當飛行員，並邀他一起來開飛機。但阿文認為他是家裡的長子，必須幫父親挑水種田，兩人不歡而散。某天村長來阿文家裡徵收土地，父親阿水氣得要他滾出去。這時八田出面與阿水溝通，但阿水完全不相信這項灌溉計畫，八田只好先離開。謙吉辭掉營林署的工作和八田一起工作，阿文理解到灌溉工程的重要性及八田對事業的熱情，所以希望自己也能成為土木工程師。某天烏山頭隧道發生爆炸，五十多名工人喪生，當中也包括謙吉。為了不讓這些人白白犧牲，八田下定決心要完成這個工程。進一也決定追求夢想，回日本接受訓練，成為專業飛行員。1930年5月，烏山頭水庫完工。在完工大典上，八田讓阿文來打開出水口的閘門。水庫的水瞬間洩出，隨著水道流向整個嘉南平原，在農民的歡呼聲中宣告工程成功。一年後，已成為飛行員的進一回到當地，並在八田的鼓勵下與阿文一起駕駛飛機巡視這片美麗的大地。
片尾交代到：1942年5月8日，八田與一回菲律宾途中在东海遭美军攻擊而罹難；1945年，妻子外代樹在烏山頭水庫出水口跳水自殺，追隨丈夫而去。

## 登場角色
▪ 粗體為主要角色
| 角色       | 配音員     | 配音員                                       |
| 角色       | 日本       | 臺灣                                         |
| ---------- | ---------- | -------------------------------------------- |
| 八田與一   | 井上和彥   | 湯志偉                                       |
| 徐添文     | 皆川純子   | 李啟銘（12歲） 許文成（15歲） 張雄風（25歲） |
| 辻進一     | 瀧本富士子 | 李崴楷（12歲） 謝淳誠（15歲） 陳仕哲（25歲） |
| 新垣美代   | 儀武祐子   | 林建萱                                       |
| 辻謙吉     | 後藤敦     | 孫德成                                       |
| 八田外代樹 | 一青妙     | 王詩卉                                       |
| 阿水       |            | 張文進                                       |
| 阿枝       |            | 亮亮                                         |
| 美代母親   |            | 王華怡                                       |
| 局長       |            | 胡立成                                       |
| 車長       |            | 林陞魁                                       |
| 技術員     |            | 孟憲國                                       |
| 村長       |            | 徐國賢                                       |
| 警察       |            | 林陞魁                                       |
| 課長       |            | 石班瑜                                       |
| 組長       |            | 陳幼文                                       |